# District Cēsis
Het district Cēsis (Lets: Cēsu rajons) is een voormalig district in Letland. Het grensde aan de districten Valmiera en Valka in het noorden, Limbaži en Riga in het westen, Gulbene in het oosten, Ogre en Madona in het zuiden. De belangrijkste plaats in het district was de stad Cēsis aan de Gauja. In het district lag het omvangrijke Nationale Park Gauja.
In het jaar van opheffing, 2009, was de bevolkingssamenstelling van het district als volgt:
- Letten 86%
- Russen 9%
- Wit-Russen 1%
- Polen 1%
- Anderen 3%

Bij de opheffing zijn op het gebied van het district de volgende provincies gevormd:
- Amatas novads
- Cēsu novads
- Jaunpiebalgas novads
- Līgatnes novads
- Pārgaujas novads
- Priekuļu novads
- Raunas novads
- Vecpiebalgas novads